# Paulo de Faria (kommun)
Paulo de Faria är en kommun i Brasilien.   Den ligger i delstaten São Paulo, i den sydöstra delen av landet, 500 km söder om huvudstaden Brasília. Antalet invånare är 8 589.
Följande samhällen finns i Paulo de Faria:
- Paulo de Faria

Omgivningarna runt Paulo de Faria är en mosaik av jordbruksmark och naturlig växtlighet. Runt Paulo de Faria är det glesbefolkat, med 16 invånare per kvadratkilometer.